# Luigi Vercillo
Luigi Vercillo (Cosenza, 4 maggio 1793 – Napoli, 25 maggio 1872) è stato un politico italiano.

## Biografia
Nato da Matteo e Rachele Marincola, primo di tre figli, cugino di Giuseppe Poerio, fu barone di S. Vincenzo e studiò presso la Real Accademia della Nunziatella di Napoli, dove fu nominato ufficiale mentre era ancora allievo. Lasciata la Nunziatella il 28 marzo 1809, ottenne, ancora giovanissimo, il grado di capitano negli ultimi anni del XVIII secolo, ma non proseguì a lungo la carriera militare.
Sposò Isabella De Nobili, dalla quale ebbe cinque figli, e ricoprì diverse cariche istituzionali del Regno delle Due Sicilie. In particolare, fu Intendente di Chieti (provincia di Abruzzo Citra) tra il 29 febbraio 1848 ed il 27 marzo 1849. Secondo quanto riportato in una lettera dell'8 giugno 1848 di Carlo Poerio a Luigi Poerio, fu destituito da questa carica nel contesto dei moti di quell'anno, quando disperse una manifestazione composta da tre in quattromila persone, con bandiera bianca, a favore del Re assoluto. Era stato scelto come suo successore un certo Valla "antico gendarme". Le popolazioni locali, tuttavia, si ribellarono alla sua rimozione, ed inviarono una deputazione a Napoli, per pregare il "Ministero, di lasciar loro un così buono e bravo Intendente", il che causò la rinuncia da parte di Valla e la permanenza di Vercillo nell'incarico.
Fu successivamente nominato Intendente di Catanzaro il 18 agosto 1860, ma lo sbarco dei garibaldini in Calabria gli impedì di assumere la carica.
Fu quindi nominato da Giuseppe Garibaldi Governatore della Calabria Citeriore, incarico che ricoprì tra il 29 ottobre 1860 ed il 17 aprile 1861. In questa veste, si trovò a dover fronteggiare la rivolta proletaria di Spezzano Albanese del 5 aprile 1861, in seguito alla quale lasciò l'incarico di governatore al garibaldino Antonino Plutino.
Con l'instaurazione del Regno d'Italia, fu nominato senatore per censo il 24 maggio 1863, ma sembra che, data l'età avanzata e le precarie condizioni di salute, poté presenziare in assemblea solo per prestare giuramento il 9 giugno 1864.
Nel corso degli anni fu membro di diversi consessi di stampo scientifico e letterario, quali l'antica Accademia Cosentina, della quale fu socio ordinario a partire dal 1860; la Società del Crotalo e l'Accademia di scienze e lettere di Catanzaro, delle quali fu nominato socio onorario il 24 febbraio 1820 e il 4 maggio 1865, rispettivamente.